# Горман, Аманда

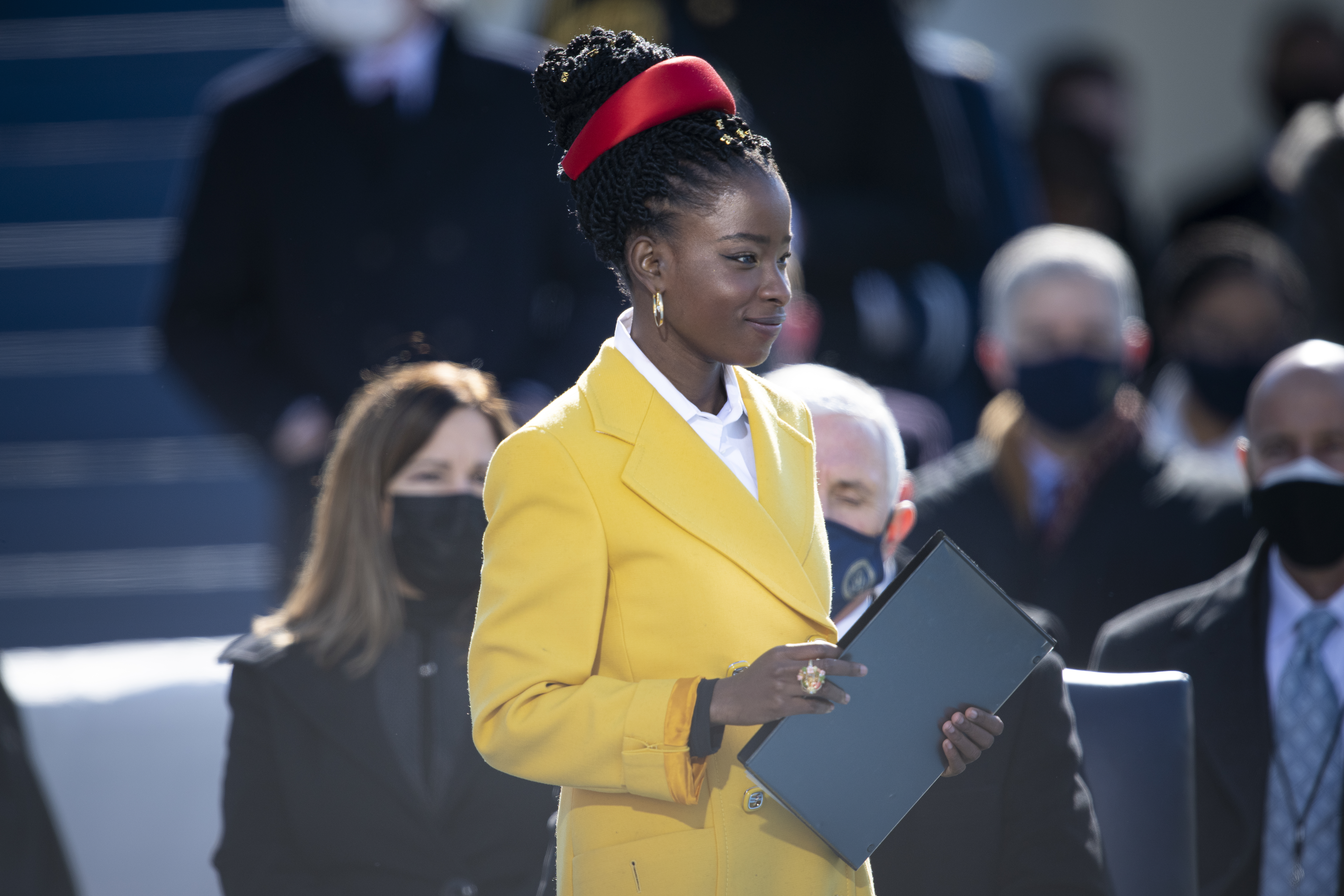
Горман перед чтением «The Hill We Climb» (англ.) на иннаугурации президента Джо Байдена в 2021 году

Аманда Горман (Amanda S. C. Gorman; р. 1998) — американская поэтесса и общественный активист. Включена в «Список 100 будущих лидеров» по версии журнала «Time». Первый лауреат звания Национальный молодёжный поэт-лауреат (2017). В 2021 году выступила со своим стихотворением «The Hill We Climb» (англ. «Холм, на который мы взбираемся») на инаугурации президента Джо Байдена.

## Биография
Родилась в 1998 году в Лос-Анджелесе (Калифорния, США). Её воспитывала мать-одиночка, Джоан Уикс, учитель английского языка в 6 классе из района Уоттс, росла вместе с братом и сестрой. У неё есть сестра-близнец Габриель, активистка и режиссер. Горман сказала, что выросла в среде с ограниченным доступом к телевидению. Она описала себя в юном возрасте как «странного ребенка», который любил читать и писать, и в этом её поощряла мать.

### 2021
20 января 2021 года Горман прочитала своё стихотворение «Холм, на который мы взбираемся» (англ. The Hill We Climb) на иннаугурации президента Джо Байдена и стала самым молодым в истории Соединённых Штатов поэтом, прочитавшим своё произведение на инаугурации президента. Рекомендовала её для инаугурации Джилл Байден, супруга президента США. После 6 января 2021 года Горман изменила формулировку своего стихотворения, обращаясь к событиям штурма Капитолия США. За неделю до инаугурации она сказала критику газеты Washington Post Рону Чарльзу: «Я надеюсь, что моё стихотворение станет моментом единства для нашей страны» и «своими словами я смогу открыть новую главу и эпоху для нашего народа».
Горман появилась на обложке февральского номера журнала Time за 2021 год.

## Награды и признание
- 2014: Избрана первым молодым поэтом-лауреатом Лос-Анджелеса[26]
- 2017: Избрана первым Национальным молодёжным поэтом-лауреатом[англ.][27]
- 2017: OZY Genius Award[28]
- 2018: Названа одной из Студенток года по версии журнала Glamour (College Women of the Year)[29]
- 2019: Включена в список «Young Futurists» по версии журнала The Root[30]
- 2021: Избрана для чтения на иннаугурации президента Джо Байдена, став самым молодым поэтом, который когда-либо читал на инаугурации президента США.
- 2021: Включена в список «Time 100 Next» по версии журнала Time, в категории Phenoms[4]

### Книги
- The One for Whom Food Is Not Enough. — Urban Word LA, 2015. — ISBN 978-0-9900122-9-0.
- Candy Cane"; "Poetry Is // You are here : the WriteGirl journey. — Los Angeles : WriteGirl Publications, 2013. — P. 210; 281. — ISBN 978-0-98370812-4.
- The Hill We Climb: Poems. — Viking Books for Young Readers, 2021. — ISBN 978-0-593-46506-6.
- The Hill We Climb: An Inaugural Poem for the Country. — Viking Books for Young Readers, 2021. — ISBN 978-0-593-46527-1.
- Change Sings: A Children's Anthem. — Viking Books for Young Readers, 2021. — ISBN 978-0-593-20322-4.

### Аудиокниги
- Change Sings: A Children’s Anthem, 2021, Audible. (ISBN 0593203224 и ISBN 978-0-593-20322-4). 10 mins.
- The Hill We Climb and Other Poems, 2021, Audible. (ISBN 059346527X и ISBN 978-0593465271). 1 hr.

### Статьи
- «How Poetry Gave Me a Voice». November 21, 2014. The Huffington Post. ISSN 2369-3452.
- «Touching a Diverse Audience: A Conversation With Author Sharon G. Flake». January 30, 2015. The Huffington Post. ISSN 2369-3452.
- «Meet Laya DeLeon Hayes, Voice Of Doc McStuffins». August 9, 2016. The Huffington Post. ISSN 2369-3452.
- «Poetry, Purpose, and Path: An Interview with Los Angeles Poet Laureate Luis Rodriquez» [sic][a]. August 9, 2016. The Huffington Post. ISSN 2369-3452.
- «Native People Are Taking Center Stage. Finally.». November 17, 2018. The New York Times. ISSN 0362-4331 .
- «I’m Not Here to Answer Your Black History Month Questions». February 13, 2019. The New York Times. ISSN 0362-4331.

### Комментарии
1. ↑  Правильное написание фамилии (Луиса Дж. Родригеса) — Rodriguez.